# Призма на Уоластън
Призма на Уоластън (също призма на Воластон) е оптична призма, изобретена от Уилям Уоластън, с която се получава поляризирана светлина. Тя разделя  неполяризирана светлина на два лъча, линейно поляризирани в перпендикулярни равнини.
Призмата на Уоластън се състои от две правоъгълни триъгълни призми от калцит, споени заедно в хипотенузите си (традиционно с канадски балсам) така, че оптичните им оси да са перпендикулярни. Излизащата светлина от призмата е във вид на два линейно поляризирани лъча, като ъгълът на отклонение между тях се определя от ъгъла на вклиняване на призмите и дължината на вълната на светлината. Комерсиално, такива призми се предлагат с ъгли на отклонение от 15° до 45°.